# Frederikshavn Kunstmuseum
Frederikshavn Kunstmuseum & Exlibrissamling blev oprettet i 1978, og er i dag hjemhørende i Frederikshavn Rådhuscenter.
Museets store ekslibrissamling er nordens eneste for ekslibriskunst, et af de få i Europa, og hjemsted for Den Danske Exlibrisfond.
Samlingen omfatter ca. 500.000 grafiske arbejder og anses for verdens største på området.

## Museets udstillinger og aktiviteter
- Ekslibrissamling og grafiske arbejder.
- Samling af lokal kunst med hovedvægt på Karl Bovin, en af Danmarks store landskabsmalere og Elisabeth Schou.
- Specialbibliotek der omfatter håndbøger, tidsskrifter og kataloger m.v. om ekslibris.
- Udstillinger, baseret på et bestemt tema, en bestemt kunstner/ land eller bestemte tekniske udtryksmåder.
- Udgiver specielle publikationer, bl.a. i samarbejde med udenlandske museer.